# Jorn Brondeel
Jorn Brondeel (Wetteren, 7 september 1993) is een Belgische doelman. Hij staat sinds 2023 onder contract bij FC Eindhoven. Eerder kwam hij uit voor Royal Antwerp FC, Lierse SK, NAC Breda, FC Twente, Willem II en KSK Beveren.

## Clubloopbaan
Brondeel begon met voetballen in de jeugd van KSC Oosterzele. Nadat hij vervolgens ook uitkwam voor Verbroedering Denderhoutem en KSC Lokeren OV, werd hij in 2008 opgenomen in de jeugd van SV Zulte Waregem. Hiervoor speelde hij nooit in het eerste elftal. Brondeel tekende in 2013 een contract bij Antwerp FC, op dat moment actief in de Tweede klasse. Hier moest hij voor zijn plaats concurreren met onder anderen Björn Sengier. Brondeel debuteerde in november datzelfde jaar, tegen Hoogstraten VV. Daarna moest hij wachten tot februari 2014 om nogmaals eerste keuze te worden voor Antwerp FC.
Brondeel tekende in januari 2015 bij Lierse SK, op dat moment actief in de Eerste klasse. Zonder zelf te spelen zag hij zijn ploeg dat jaar degraderen. Gedurende het seizoen 2015/16 kwam hij 32 keer in actie voor de club in de Tweede klasse. Brondeel verlengde in juli 2016 zijn contract bij Lierse SK tot medio 2020. Diezelfde dag verhuurde de club hem voor twee seizoenen aan NAC Breda, op dat moment spelend in de Eerste divisie. Brondeel werd de eerste keeper bij NAC Breda en promoveerde met het team via de play-offs naar de Eredivisie.
Op 24 maart 2017 tekende Brondeel een contract van vier jaar bij FC Twente uit Enschede. Hij werd daar  gehaald om Nick Marsman en Sonny Stevens op te volgen. Vanaf de start van seizoen 2017/18 was hij de eerste doelman. In december 2017 verloor hij echter zijn plek onder de lat aan Joël Drommel. Twente eindigde het seizoen als laatste en degradeerde naar de Eerste divisie. In de voorbereiding op seizoen 2018/19 raakte Brondeel geblesseerd, waardoor hij de start van het seizoen miste. Drommel bleef eerste doelman en Brondeel kwam tot twee wedstrijden in de Eerste divisie. FC Twente werd kampioen en promoveerde terug naar de Eredivisie. Ook op het hoogste niveau speelde hij nauwelijks. Hij viel enkel in in een uitwedstrijd tegen AZ op 2 november 2019, nadat Drommel een rode kaart had gekregen. In de zomer van 2020 verkaste Brondeel naar Willem II. Na twee seizoenen verliet hij Willem II in de hoop dat hij bij KSK Beveren meer speeltijd zou krijgen.
Na een seizoen bij KSK Beveren waarin hij één officiële wedstrijd heeft gespeeld, stapte Brondeel in juli 2023 transfervrij over naar FC Eindhoven, waar hij anno 2024 de eerste doelman is.

## Clubstatistieken
| Seizoen | Club             | Competitie      | Competitie | Competitie | Beker | Beker | Internationaal | Internationaal | Overig | Overig | Totaal | Totaal |
| Seizoen | Club             | Competitie      | Wed.       | Dlp.       | Wed.  | Dlp.  | Wed.           | Dlp.           | Wed.   | Dlp.   | Wed.   | Dlp.   |
| ------- | ---------------- | --------------- | ---------- | ---------- | ----- | ----- | -------------- | -------------- | ------ | ------ | ------ | ------ |
| 2013/14 | Royal Antwerp FC | Tweede klasse   | 9          | 0          | 0     | 0     | –              | –              | –      | –      | 9      | 0      |
| 2014/15 | Royal Antwerp FC | Tweede klasse   | 4          | 0          | 0     | 0     | –              | –              | –      | –      | 4      | 0      |
| 2014/15 | Lierse SK        | Eerste klasse   | 0          | 0          | 0     | 0     | –              | –              | –      | –      | 0      | 0      |
| 2015/16 | Lierse SK        | Tweede klasse   | 32         | 0          | 0     | 0     | –              | –              | –      | –      | 32     | 0      |
| 2016/17 | NAC Breda        | Eerste divisie  | 37         | 0          | 0     | 0     | –              | –              | 4      | 0      | 41     | 0      |
| 2017/18 | FC Twente        | Eredivisie      | 16         | 0          | 2     | 0     | –              | –              | –      | –      | 18     | 0      |
| 2018/19 | FC Twente        | Eerste divisie  | 2          | 0          | 0     | 0     | –              | –              | –      | –      | 2      | 0      |
| 2019/20 | FC Twente        | Eredivisie      | 1          | 0          | 0     | 0     | –              | –              | –      | –      | 1      | 0      |
| 2020/21 | Willem II        | Eredivisie      | 10         | 0          | 0     | 0     | –              | –              | 0      | 0      | 10     | 0      |
| 2021/22 | Willem II        | Eredivisie      | 2          | 0          | 0     | 0     | –              | –              | 0      | 0      | 2      | 0      |
| 2022/23 | KSK Beveren      | Eerste klasse B | 1          | 0          | 0     | 0     | –              | –              | 0      | 0      | 0      | 0      |
| 2023/24 | FC Eindhoven     | Eerste divisie  | 26         | 0          | 1     | 0     | –              | –              | –      | –      | 27     | 0      |
| Totaal  | Totaal           | Totaal          | 140        | 0          | 3     | 0     | 0              | 0              | 4      | 0      | 143    | 0      |

Bijgewerkt t/m 28 februari 2024

## Erelijst
| Eerste divisie | 1 | 2018/19 |